# Герберсгаузен
Герберсгаузен (нім. Gerbershausen) — громада в Німеччині, розташована в землі Тюрингія. Входить до складу району Айхсфельд. Складова частина об'єднання громад Ганштайн-Рустеберг.
Площа — 7,53 км2. Населення становить 594 ос. (станом на 31 грудня 2021).

## Галерея

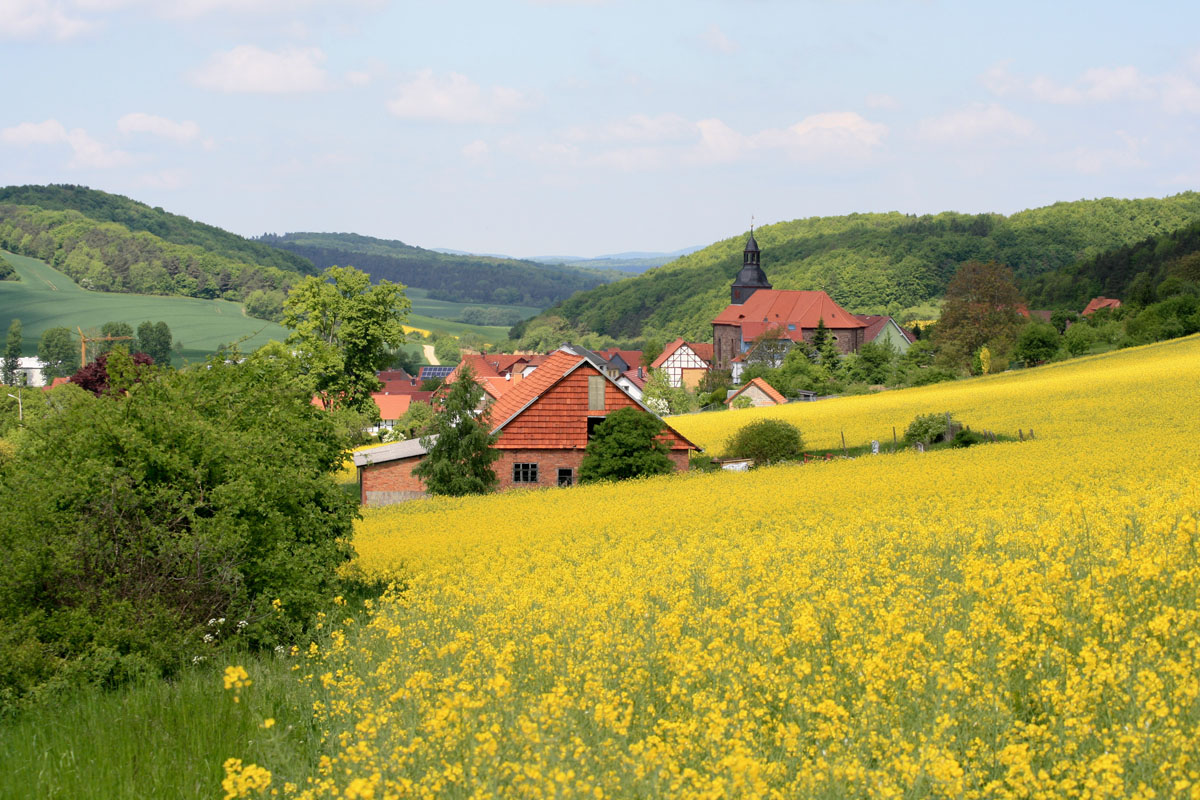
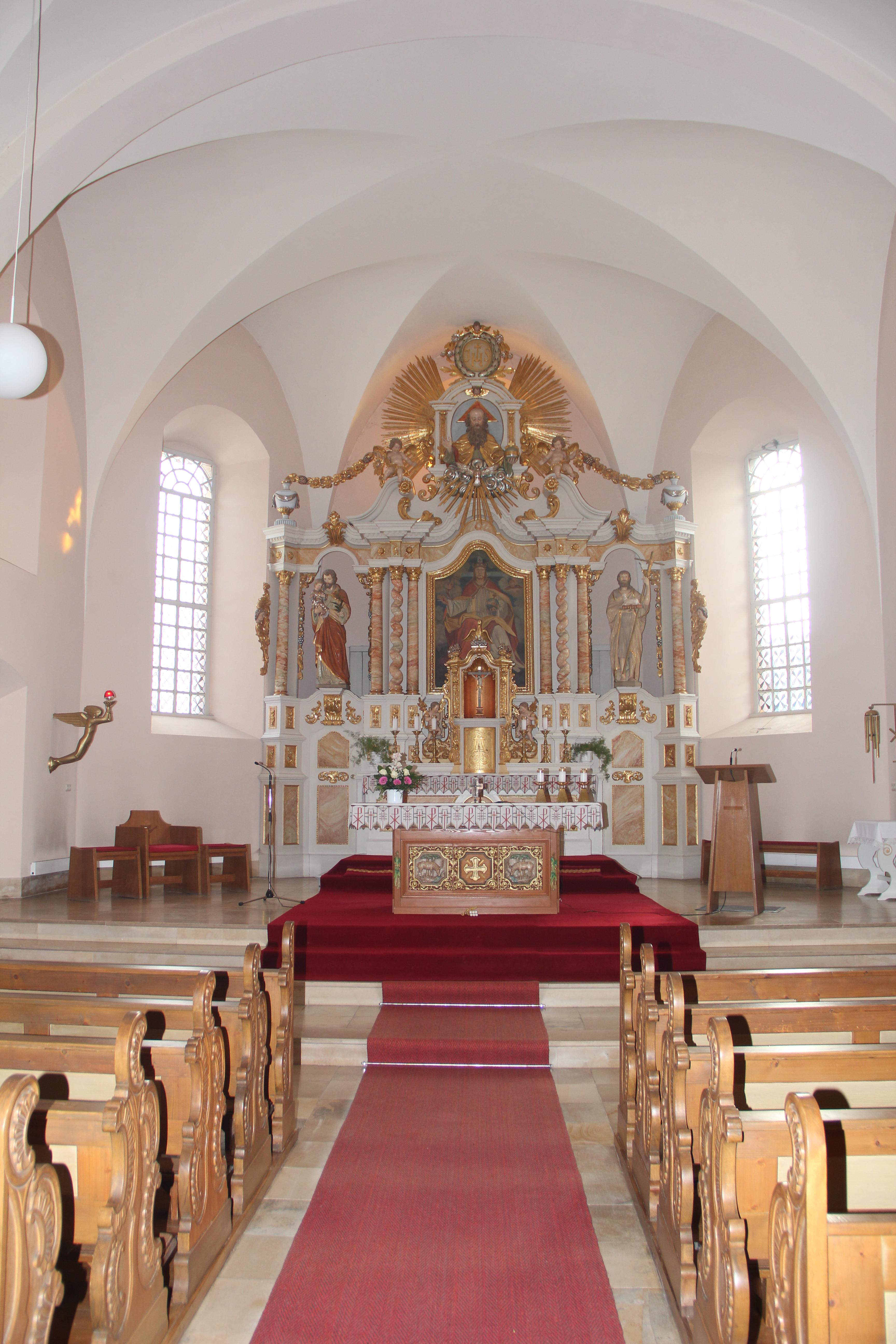
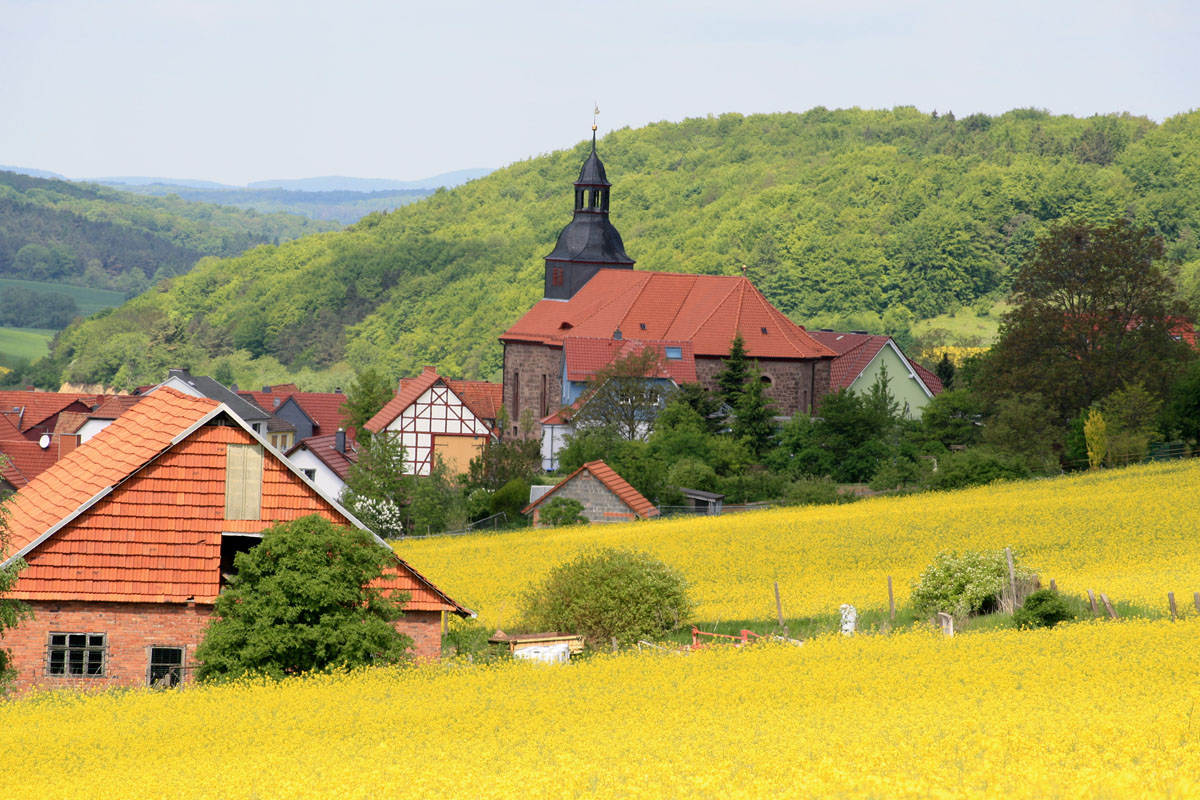